# George Martin Dixon
Pour les articles homonymes, voir George Dixon et Dixon.
George Martin Dixon (né le 10 avril 1901 à Vallejo (Californie) et mort le 23 août 1991 à San Francisco) est un joueur de basket-ball et de rugby à XV américain.

## Biographie
Bien qu'il n'ait peu joué au rugby auparavant, George Dixon est sélectionné en équipe des États-Unis de rugby à XV pour disputer les Jeux olympiques d'été de 1924 à Paris. Il joue les deux matchs face à la Roumanie et la France, à l'issue desquelles les Américains sont sacrés champions olympiques. Il s'agit de ses seuls matchs internationaux de rugby à XV.
Sa discipline principale reste le basket-ball. De 1924 à 1927, Dixon joue au poste d'arrière aux California Golden Bears de l'Université de Californie à Berkeley. L'équipe est invaincue sous sa houlette en 1926 et en 1927 ; il est nommé ces années-là dans l'équipe All-America. Il entre au Hall of Fame des Golden Bears en 1986 et fait partie de l'équipe du siècle élue en 2009.
Après sa carrière sportive, il travaille jusqu'au début de la Seconde Guerre mondiale dans le secteur pétrolier. Durant la guerre, George Dixon sert en tant qu'aviateur à l'US Navy. Il reste pilote après la guerre, mais dans l'aviation civile.